# Saint-Aubin-de-Courteraie
Saint-Aubin-de-Courteraie là một xã trong tỉnh Orne, vùng Normandie tây bắc nước Pháp. Xã Saint-Aubin-de-Courteraie nằm ở khu vực có độ cao trung bình 210 mét trên mực nước biển.